# Явапай-Апачи
Явапай-Апачи (англ. Yavapai–Apache Nation Indian Reservation) — индейская резервация племён тонто и явапаи, расположенная на Юго-Западе США в центральной части штата Аризона.

## История
В 1871 году была создана индейская резервация Рио-Верде, недалеко от Камп-Верде, для племён тонто и явапаи. В 1875 году резервация была упразднена, а её жители, около 1 700 человек, были насильственно переселены в резервацию Сан-Карлос.
Начиная с 1900 года, выжившие после депортации индейцы, начали возвращаться на родные земли небольшими семейными группами. В 1909 году в Камп-Верде правительство США создало небольшую резервацию, позднее к ней добавили земельные участки в Мидл-Верде, Кларкдейле и Римроке. 

## География
Резервация расположена  на Юго-Западе США в центре Аризоны и состоит из пяти несмежных земельных участков, расположенных в трёх отдельных общинах в восточной части округа Явапаи. Три участка, почти 90 % территории резервации, находятся в городе Камп-Верде (на языке явапай — ʼMatthi:wa; на западно-апачском языке — Gambúdih). Остальные два участка расположены в городе Кларкдейл и в статистически обособленной местности Лейк-Монтесума.
Общая площадь резервации составляет 7,438 км². Административным центром резервации является город Камп-Верде.

## Демография
| Год переписи                    | Нас. |  | %±    |
| ------------------------------- | ---- |  | ----- |
| 2000                            | 743  |  | —     |
| 2010                            | 718  |  | −3,4% |
| 2020                            | 1234 |  | 71,9% |
| 2000–2020 U.S. Decennial Census |      |  |       |

По данным федеральной переписи населения 2000 года, в резервации проживало 743 человека, из них, 512 человек жили в Камп-Верде, 218 — в Кларкдейле и 13 — в Лейк-Монтесуме. По данным переписи 2010 года, население Явапай-Апачи составляло 718 человек.
Согласно федеральной переписи населения 2020 года в резервации проживало 1 234 человека, насчитывалось 344 домашних хозяйств и 454 жилых дома. Средний доход на одно домашнее хозяйство в индейской резервации составлял 30 938 долларов США. Около 52 % всего населения находились за чертой бедности, в том числе 69 % тех, кому ещё не исполнилось 18 лет, и 29,4 % старше 65 лет.
Расовый состав распределился следующим образом: белые — 78 чел., афроамериканцы — 7 чел., коренные американцы (индейцы США) — 1 004 чел., азиаты — 6 чел., океанийцы — 0 чел., представители других рас — 18 чел., представители двух или более рас — 121 человек; испаноязычные или латиноамериканцы любой расы составили 169 человек. Плотность населения составляла 165,9 чел./км².

## Комментарии
1. ↑  В состав резервации входит часть населённого пункта.